# Komitet Narodowy we Lwowie

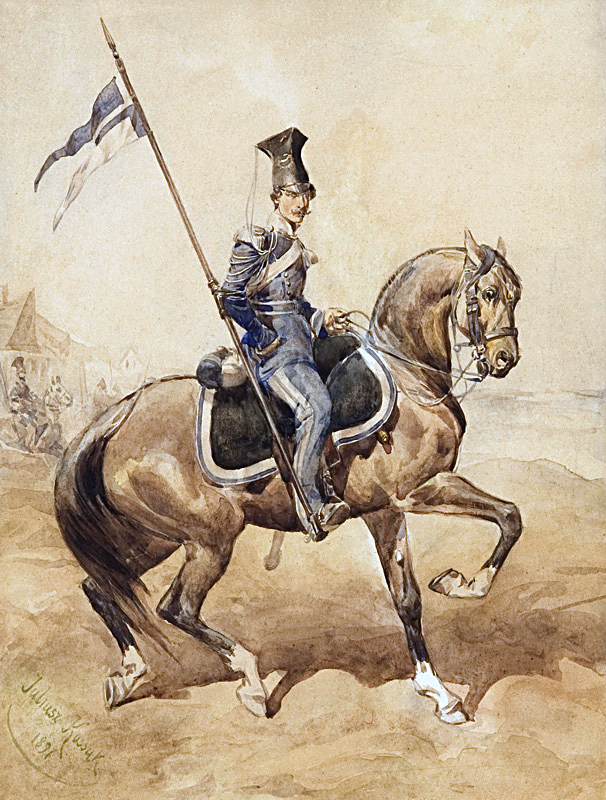
Ułan Gwardii Narodowej we Lwowie z 1848 na ilustracji Juliusza Kossaka

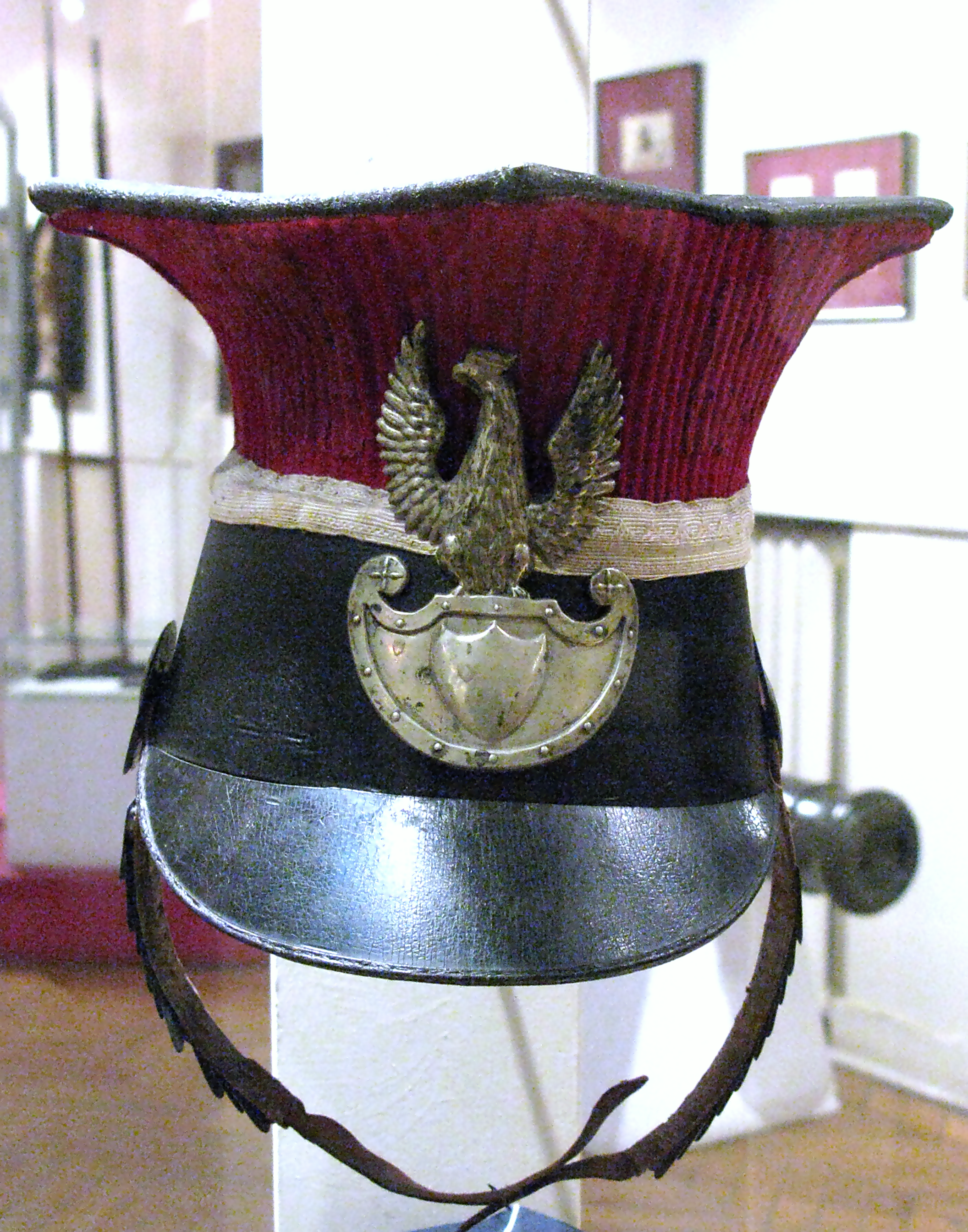
czako członka Gwardii Narodowej we Lwowie w 1848 roku

Komitet Narodowy – polski komitet obywatelski, utworzony 20 lub 21 marca 1848, w czasie Wiosny Ludów, we Lwowie.
Komitet opowiadał się za demokratyzacją życia publicznego i zniesieniem pańszczyzny, w związku z czym wszedł w konflikt z Stowarzyszeniem Właścicieli Większych Posiadłości Wiejskich. Jego wrogiem była również, ze względu na jego demokratyczne przekonania, Rada Przyboczna utworzona przez gubernatora Franza Stadiona.

## Sytuacja polityczna wiosną 1848
W dniach 13-15 marca w Wiedniu odbyły się demonstracje mieszkańców, które wymusiły na cesarzu Austrii Ferdynandzie I dymisję kanclerza Klemensa Metternicha - dotychczasowego faktycznego zarządcy państwa w duchu autokratycznym i współtwórcy Świętego Przymierza. Metternich w przebraniu kobiecym zbiegł za granicę. 15 marca wybuchło w Peszcie powstanie węgierskie. 17 marca cesarz Ferdynand I zgodził się na powołanie rządu węgierskiego z Lajosem Batthyányem na czele i Lajosem Kossuthem jako ministrem finansów. Batthyány, zwolennik rokowań z Wiedniem, utworzył gabinet koalicyjny z udziałem umiarkowanego polityka, Istvana Szechenyiego. Obradujący w Preszburgu  sejm węgierski uchwalił zniesienie cenzury, likwidację pańszczyzny, równouprawnienie obywateli, wreszcie 11 kwietnia 1848 roku uchwalił konstytucję Węgier, jako odrębnego w ramach Cesarstwa kraju koronnego - Korony Św. Stefana z Ferdynandem I jako królem Węgier.
16 marca cesarz Ferdynand I złożył przyrzeczenie wprowadzenia rządów konstytucyjnych i wyraził zgodę na utworzenie Gwardii Narodowej pod dowództwem Ernesta Hoyosa. Zniesiono również cenzurę i zagwarantowano wolność druku. Cesarz zapewnił również zwołanie zgromadzenia narodowego w celu uchwalenia konstytucji i powołał liberalny gabinet ministrów.
Wiadomości o wydarzeniach w Wiedniu dotarły do Galicji 17 marca. W miastach Galicji: Krakowie, Przemyślu, Rzeszowie, Sanoku, Jaśle, odbyły się wielkie demonstracje mieszkańców.
We Lwowie w dniu 18 marca miejscowi demokraci odbyli serię spotkań, i dzięki niezdecydowaniu szlachty, zdecydowali zredagować i wysłać adres do cesarza. Wśród inicjatorów byli Jan Dobrzański, Józef Dzierzkowski i Tadeusz Wasilewski. Dołączyli do nich Robert Hefern, Florian Ziemiałkowski, Franciszek Jan Smolka. 
Adres został napisany i przetłumaczony w nocy z 18 na 19 marca. Następnie wyłożono go w redakcji Dziennika Mód Paryskich w celu zebrania podpisów. W adresie zawarto żądania zniesienia ograniczeń co do języka polskiego, wprowadzenia polskiej administracji, amnestii dla więźniów politycznych, reorganizacji sejmu stanowego, organizacji polskiej Gwardii Narodowej, wprowadzenia demokratycznej ustawy samorządowej, rozbudowy sieci szkół ludowych z polskim językiem nauczania, niezawisłego sądownictwa, zniesienia pańszczyzny.
Adres podpisywali tłumnie studenci, mieszczanie, a nawet początkowo szlachta i arystokracja. Do akcji przyłączyli się również Żydzi i Ukraińcy. Adres ten został przekazany przez specjalną deputację gubernatorowi Franzowi Stadionowi. On sam, obawiając się rozruchów, obiecał przesłać adres do Wiednia, oraz polecił zwolnić więźniów politycznych i wyraził zgodę na utworzenie Gwardii Narodowej.
Po uwolnieniu więźniów kopie adresu zostały przesłane do miast okręgowych, gdzie również mieszkańcy tłumnie go podpisywali.

## Utworzenie Komitetu Narodowego
We Lwowie działacze demokratyczni podejmowali próby zalegalizowania swojej działalności pod nazwą Komitetu Narodowego, utworzonego, jak podają różne źródła, 20 lub 21 marca. Komitetem kierowali Jan Dobrzański, Józef Dzierzkowski i Leszek Dunin Borkowski. 
Istnienie Komitetu Narodowego niepokoiło poważnie gubernatora Stadiona, ponieważ obawiał się on z jednej strony niespokojnej ludności miasta, a z drugiej ograniczenia lub przejęcia swojej władzy przez Komitet. Nie mógł również w pełni liczyć na załogę wojskową Lwowa, szczególnie na 4 pułk piechoty "Hoch- und Deutschmeister" oraz pułki węgierskie.
Dlatego też wybrał rozwiązanie pośrednie stwierdzając, że nie może uznać i zalegalizować Komitetu Narodowego, jednak toleruje go jako organizatora Gwardii Narodowej, jako pośrednika pomiędzy społeczeństwem a administracją i władzą.
Obawiając się wybuchu rewolucji, i próbując rozładować nastroje społeczne, Stadion przekazał powstającemu oddziałowi Legii Studenckiej 25 sztuk broni palnej, a po złożeniu przez Gwardię Narodową przysięgi na wierność cesarzowi, dodał 800 starych francuskich karabinów, z których część była niesprawna. Uspokoiło to nastroje ulicy, dzięki czemu Stadion poczuł się pewniej, i  nocy z 20 na 21 marca zdelegalizował Komitet, i zakazał organizowania we Lwowie wieców i demonstracji. Komitet Narodowy nie podporządkował się jednak tej decyzji, radząc nad organizacją Gwardii Narodowej i wydając odezwę do mieszkańców prowincji. Dlatego też, po załatwieniu sprawy broni dla formującej się Legii Akademickiej, gubernator Stadion osobiście przybył do ratusza, i nakazał Komitetowi rozwiązać się. Zarówno prowadzący obrady Dzierzkowski, jak i wszyscy uczestnicy byli tak zaskoczeni, że bez protestu podporządkowali się rozkazowi i opuścili salę.
Wieczorem 21 marca członkowie Komitetu odbyli spotkania w mieszkaniach Kazimierza Stadnickiego oraz Jana Chwaliboga. Na tym drugim uchwalono wysłanie do Wiednia deputacji, która przekaże adres bezpośrednio cesarzowi, z pominięciem gubernatora Stadiona.
Ponieważ członkowie Komitetu nadal spotykali się w domach prywatnych, policja aresztowała w dniu 22 marca kilku bardziej znanych działaczy demokratycznych, między innymi Dzierzkowskiego, Dymickiego i Ziemiałkowskiego. Wkrótce jednak wypuszczono ich w związku z protestami społecznymi.

## Delegacja adresowa do Wiednia

### Utworzenie deputacji
Ideę doręczenia adresu osobiście cesarzowi rozpropagowały liczne odezwy i ulotki. Komitet apelował w nich również o porządek, spokój i zachowanie jedności, dzięki czemu możliwe będzie uzyskanie od cesarza większych praw. Komitet również stwarzał ulotkami w społeczeństwie przekonanie, że jest jedynym przedstawicielem ludności ziem polskich. 
Na zebraniu Komitetu w dniu 25 marca w Zakładzie Narodowym im. Ossolińskich postanowiono, że następnego dnia (26 marca) deputacja wyruszy do Wiednia. Jednak część deputacji wyruszyła dopiero 28 marca. 
W skład deputacji wchodzili: Maciej Alszer, Władysław Biesiadecki, Teodor Borowski, Leszek Dunin-Borkowski, Michał Czacki, Jan Chwalibóg, Józef Dzierzkowski, Jan Dobrzański, Ludwik Dolański, Marian Dylewski, Jan Dymnicki, Marceli Gromadzyński, Dawid Horowitz, Karol, Hubicki, Marcin Jabłoński, ks. Piotr Korotkiewicz, ks. Onufry Krynicki, Tomasz Kulczycki, Abraham Kohn, x. Jerzy Henryk Lubomirski, Samuel Leligdowicz, Karol Malisz, Abraham Mises, Jan Nowakowski, Jan Riedel, Wincenty Smagłowski, Aleksander Sękowski, Aleksander Siemieński, Leon Słabkowski, Kazimierz Szelicki, Kyryło Wienkowśkyj (j.pol. Cyryl Wieńkowski), Walery Waygart, Wiktor Zbyszewski, Florian Ziemiałkowski.
Droga deputacji wiodła traktem środkowogalicyjskim do Krakowa, a następnie koleją do Wiednia.

### Droga do Krakowa
W drodze do Krakowa delegacja zatrzymywała się w wielu miejscach, głosząc idee demokratyczne i rozdając ulotki i odezwy - w Gródku Jagiellońskim, w Przemyślu (gdzie odwiedzono rzymskokatolickiego biskupa Franciszka Wierzchleyskiego i zaproponowano mu udział w delegacji), Jarosławiu, Rzeszowie, Tarnowie (gdzie okazało się, że miasto wysłało do Wiednia własną delegację z księciem Władysławem Sanguszką na czele), Bochni. Pierwsza część delegacji dotarła do Krakowa 28 marca. Wieczorem dołączyli do niej biskup Wierzchlejski oraz ksiądz kanonik kapituły przemyskiej Stanisław Czajkowski, jak również ksiądz kanonik kapituły tarnowskiej Michał Król.

### Działalność w Krakowie
Przyjazd delegacji lwowskiej zbiegł się w czasie z utworzeniem Komitetu Narodowego w Krakowie z wyznaczeniem krakowskiej delegacji adresowej, która zamierzała prosić cesarza o nadanie Galicji takich samych praw, jakie otrzymało Wielkie Księstwo Poznańskie.
Nie wiadomo, jak bardzo adresy "lwowski" i "krakowski" różniły się od siebie (przypuszczalnie znacznie), dlatego krakowianie nie zgodzili się współpracować z reprezentantami Galicji Wschodniej. Porozumienie osiągnięto po oświadczeniu delegacji lwowskiej, która zobowiązała się do napisania nowego, kompromisowego adresu.
29 marca dołączyli do delegacji Stanisław Pieniążek, Stanisław Jabłonowski i Sylweriusz Skulimowski z Krakowa, oraz delegacja tarnowska: Władysław Sanguszko, Leon Dzwonkowski, Leon Szwejkowski, Józef Hussakowski, Pinkus Palester, Stanisław Mielak, Wojciech Boniur, Z. Rosner. W tym dniu rozpoczęła się również debata nad nowym adresem, który został ukończony 31 marca.
31 marca nastąpiło ostateczne połączenie delegacji lwowskiej, tarnowskiej i krakowskiej. Dołączyli do delegacji: Stanisław Baranowski, Ludwik Bierkowski, Stanisław Jabłonowski, rabin Dow Ber Meisels, Antoni Rozwadowski, Gaweł Śliwiński, Grzegorz Zbroja.

### Redagowanie nowego adresu
W tym dniu również zlecono Leszkowi Dunin-Borkowskiemu nadzór nad redagowaniem nowego adresu. Był on redagowany początkowo w Krakowie, później w czasie podróży, a ukończony w Wiedniu. Zawarto w nim żądanie:
- utworzenia Gwardii Narodowej
- utworzenia polskiego samorządu w Galicji lub nadanie autonomii
- rozwoju polskiego i ruskiego szkolnictwa ludowego
- reformy sądownictwa

Demokraci próbowali również zamieścić w adresie wezwanie do zniesienia pańszczyzny, jednak wskutek dużego oporu szlachty zrezygnowano z umieszczenia tego punktu.

### Działalność w Wiedniu
Po przyjeździe do Wiednia do delegacji dołączył Euzebiusz Czerkawski (reprezentant Uniwersytetu Lwowskiego), Franciszek Hoszard, Józef Świątkiewicz, Adolf Rudzyński (reprezentanci wiedeńskiego środowiska studenckiego) oraz Kazimierz Szeliski. 
W dniu 6 kwietnia adres został odczytany cesarzowi Ferdynandowi I przez Jerzego Lubomirskiego na audiencji prywatnej, natomiast reszta delegacji oczekiwała w sali tronowej. Cesarz po wysłuchaniu stwierdził, że odda do rozpatrzenia swoim ministrom, i postara się nie zawieść oczekiwań ukochanych Galicjan. Oznaczało to generalne niepowodzenie delegacji galicyjskiej. Po audiencji delegacja uczestniczyła w audiencjach u arcyksięcia Jana, ministra Franza Kolowratha oraz ministra spraw wewnętrznych Franza Pillersdorfa.
Wskutek niepowodzeń dyplomatycznych delegacja galicyjska postanowiła działać na dwa fronty. 14 kwietnia podzieliła się na dwa wydziały: Wydział Wiedeński i Wydział Krajowy. Delegaci Wydziału Krajowego udali się z powrotem do Galicji, zaś delegaci Wydziału Wiedeńskiego pozostali na miejscu, prowadząc dalszą działalność dyplomatyczną - prowadzili oni rozmowy z innymi delegacjami narodów Austrii, jak również z dyplomatami Anglii, Belgii i Francji. 
25 kwietnia ogłoszono w Wiedniu nową konstytucję, która absolutnie nie spełniała polskich oczekiwań. Cofała ona przyznane prawa, wprowadzała nawet z powrotem Stany Galicyjskie. Tak więc delegacja galicyjska nie załatwiła żadnych koncesji na rzecz Galicji, nie udało się nawet uzyskać legalizacji Komitetu Narodowego. Pozostało jej więc powrócić do Galicji. Członkowie delegacji podjęli działania polityczne m.in. w ramach Centralnej Rady Narodowej.

## Literatura
- Marian Stolarczyk - "Działalność lwowskiej Centralnej Rady Narodowej", Rzeszów 1994, ISBN 83-900-933-6-7
- Aleksander Konstanty Batowski - "Diariusz wypadków 1848 roku", Ossolineum 1974